# 米花輪

バンド EXO のファンが贈った米袋。

米花輪、米花環（こめはなわ、朝鮮語: 쌀 화환、サルファファン）は、K-POP歌手のファンたちが、花輪や各種装飾と一緒に歌手の名前で米袋などを寄付する行為を示す表現。 贈られる米の量はキログラム単位からトン単位まで多様である。英語ではファン・ライス (Fan rice) という。
大韓民国では、この習慣は2007年に始まり、イベントに際して祝いの花輪とともに米を贈り、イベント後に米を福祉施設等に寄付する、社会貢献の一形態である。
歌手のコンサートやファンミーティング、あるいはドラマの制作発表イベントなどに際して、米花輪を贈る習慣があり、それが日本など他国におけるイベントの際にも同様の習慣が広まりつつある。
また、韓国では、従来から花輪を贈る習慣のあった結婚式、葬式、開業式、起工式、竣工式などの場面で、米花輪が用いられるようになってきている。